# 황화 나트륨
황화 나트륨(Sodium sulfide, 구조식: Na2S) 은 주로 수화물의 형태(Na2S • (H2O)9)의 형태로 존재하는 화합물이다. 이것이 다습한 공기에 노출될 경우 계란 썩은 냄새가 나는 황화 수소 로 변한다.